# الشروم الشرقية (أسلم)

تعديل مصدري - تعديل

الشروم الشرقية هي إحدى قرى عزلة أسلم اليمن بمديرية أسلم التابعة لمحافظة حجة، بلغ تعداد سكانها 301 نسمة حسب تعداد اليمن لعام 2004.